# Hoybergodden

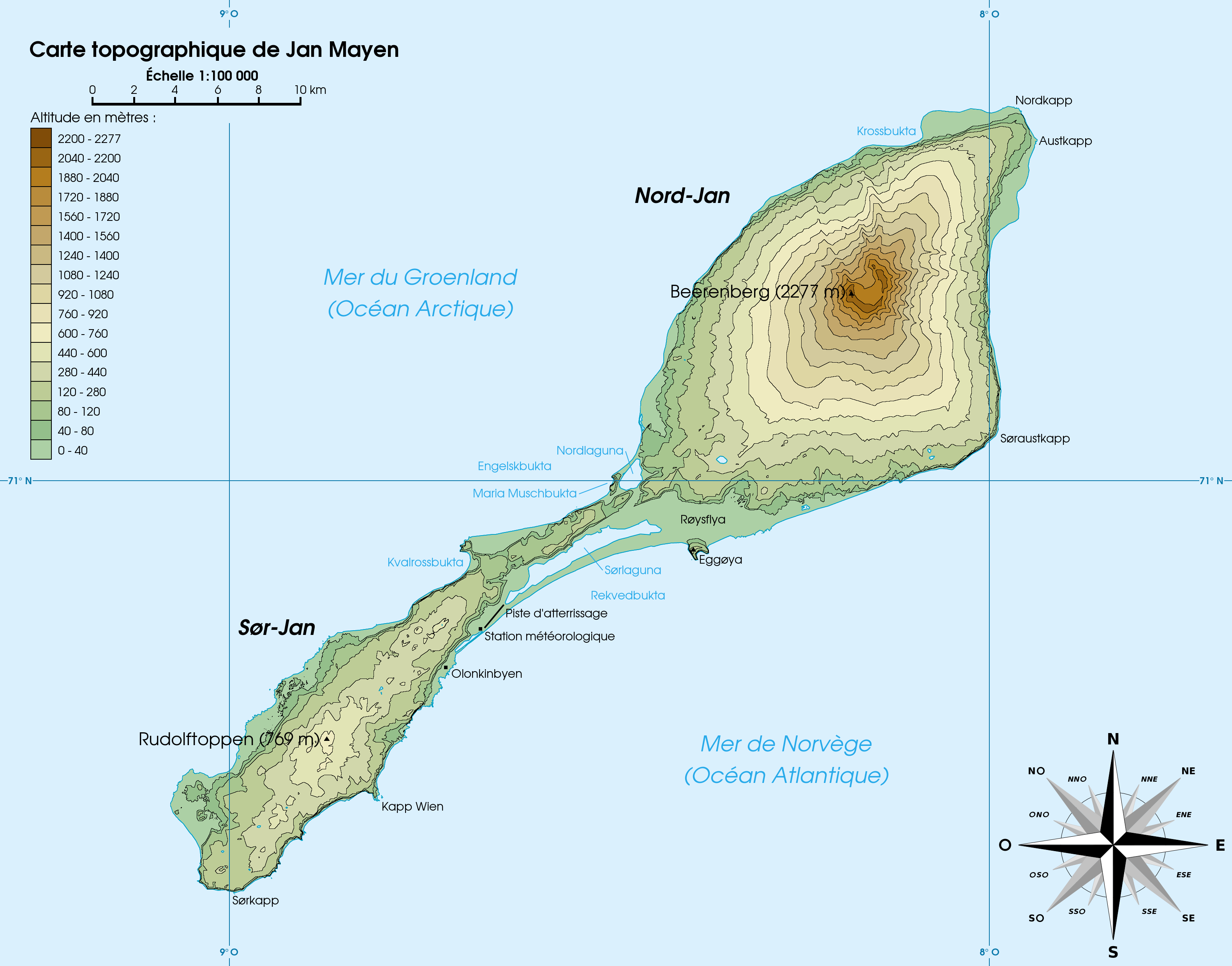
Lägeskarta, Hoybergodden längst till vänster

Hoybergodden (svenska Hoybergsudden) är en udde på ön Jan Mayen sydväst om Svalbard mellan Grönlandshavet och Norska havet. Udden är den västligaste platsen i Norge och en av Norges ytterpunkter. 

## Geografi
Hoybergodden ligger i Sør-Jan (Jan Mayens södra del) cirka 20 km sydväst om Olonkinbyen (den enda bebodda platsen på ön), cirka 5 km nordväst om Sørkapp (Jan Mayens sydligaste punkt) och cirka 5 km sydväst om Rudolftoppen (Sør-Jans högsta plats) . 
Udden och hela ön förvaltas av fylkesmannen i Nordland fylke dock utan att vara del av fylket.
Jan Mayen och Svalbard utgör en geografisk enhet och har samma ISO landskod ("SJ") men är förvaltningsmässigt två fristående områden.

## Historia
Jan Mayen annekterades av Norge 1926 och den 8 maj 1929 blev ön formellt ett norskt territorium.
Ön förvaltades av Sysselmannen på Svalbard mellan den 27 februari 1930 till den 31 december 1994. Den 1 januari 1995 övertogs förvaltningen av fylkesmannen i Nordland.